# Războiul în văzduh
Războiul în văzduh (denumire originală The War in the Air) este un roman din 1907 scris de H. G. Wells, serializat și publicat în 1908 în revista Pall Mall.
Ca și în povestirea sa din 1903, Un vis apocaliptic, în acest roman H.G. Wells descrie cum dirijabile și avioane se luptă în războaie aeriene de care depinde soarta civilizației, aruncând planeta într-o nouă epocă barbară.